# Mortimer von Kessel
Mortimer von Kessel (Arnswalde, 25 maggio 1893 – Goslar, 8 gennaio 1981) è stato un generale tedesco della Wehrmacht durante la Seconda guerra mondiale, decorato con la Croce di Cavaliere della Croce di Ferro con fronde di quercia.

## Biografia

### Carriera militare
Kessel si unì all'Esercito imperiale tedesco nell'agosto 1914 e rimase anche nella Reichswehr al termine della Prima guerra mondiale. Durante la Campagna di Polonia nel 1939 guidò un reggimento di ricognizione. Promosso a Oberst (Colonnello) nell'ottobre di quell'anno, venne nominato capo del dipartimento del personale dello Heer carica che mantenne fino al Gennaio del 1943. Nel Maggio 1943 venne nominato comandante della 20. Panzer-Division.
il 28 dicembre 1943 venne decorato con la Croce di Cavaliere della Croce di Ferro per le sue azioni nella regione di Vicebsk sul Fronte orientale. A questa si aggiunse per le sue azioni durante l'offensiva estiva sovietica del 1944, l'Operazione Bagration, la Croce di Cavaliere della Croce di Ferro con fronde di quercia. Nel Dicembre 1944 venne nominato comandante del VII. Panzerkorps in Prussia Orientale con il quale si arrese alla fine della Seconda guerra mondiale.